# Liste der Baudenkmale in Kittendorf
In der Liste der Baudenkmale in Kittendorf sind alle denkmalgeschützten Bauten der Gemeinde Kittendorf (Mecklenburg-Vorpommern) und ihrer Ortsteile aufgelistet.
Grundlage ist die Veröffentlichung der Denkmalliste des Landkreises Mecklenburgische Seenplatte (Auszug) vom 20. Januar 2017.

## Baudenkmale nach Ortsteilen

### Kittendorf
| ID  | Lage                  | Bezeichnung                                 | Beschreibung | Bild           |
| --- | --------------------- | ------------------------------------------- | --- | -------------- |
| 581 | Bauernreihe 5         | Bauernhaus                                  | |                |
| 582 | Bauernreihe 7         | Bauernhaus mit                              | |                |
| 582 |                       | Scheune                                     | |                |
| 583 | Bauernreihe 9         | Bauernhaus                                  | |                |
| 584 | Bauernreihe           | Gedenkstein „Uns Heimaturt“ (1832–1932)     | |                |
| 585 | Dorfstraße 25         | Pfarrhaus mit                               | |                |
| 585 |                       | Wirtschaftsgebäude                          | |                |
| 586 | Dorfstraße 27         | Schule                                      | |                |
| 587 | Dorfstraße 36, 37     | Schwedenhaus                                | |                |
| 588 | Dorfstraße 46         | Wassermühle                                 | |                |
| 589 | Dorfstraße 47 (Karte) | Schloß mit                                  | 2-gesch., 11-achs. Putzbau der Tudorgotik von 1853 nach Plänen von Friedrich Hitzig für Hans Friedrich von Oertzen mit 5-gesch. Turm sowie Park, vermutlich von Peter Joseph Lenné | Weitere Bilder |
| 589 |                       | Park und                                    | |                |
| 589 |                       | Mauer                                       | |                |
| 590 | Dorfstraße 71         | Gasthaus mit                                | |                |
| 590 |                       | Wirtschaftsgebäude                          | |                |
| 591 | Dorfstraße 72         | Schmiede                                    | |                |
| 593 | Dorfstraße            | Kirche mit                                  | Frühgotische Dorfkirche als Feldsteinbau von um 1250# älteste Kirchenglocke von 1288 in Mecklenburg-Vorpommern.                                                                    | Weitere Bilder |
| 593 |                       | Friedhof,                                   | |                |
| 593 |                       | Backsteinmauer,                             | |                |
| 593 |                       | Portal,                                     | |                |
| 593 |                       | Grabmal Caroline Friederike von Oertzen und | |                |
| 593 |                       | Grabmäler von Oertzen                       | |                |
| 594 | Dorfstraße            | Kriegerdenkmal 1914/18                      | |                |

### Mittelhof
| ID  | Lage | Bezeichnung | Beschreibung | Bild |
| --- | ---- | ----------- | ------------ | ---- |
| 807 | B194 | Meilenstein |              |      |

## Quelle
- Karte der Baudenkmale im Geoportal des Landkreises